# A Sailor Moon Crystal epizódjainak listája
Ez a szócikk a Sailor Moon című anime 2014-es mangahű adaptációjának epizódismertetőit tartalmazza. A sorozat a TV Asahi és a Toei Animation együttműködésének köszönhetően készült el, a NicoNico internetes tartalomszolgáltató közreműködésével, amely az egész világon láthatóvá tette, több nyelven.
Történetvezetése a manga első és második sztoriszálát követi, a "Dark Kingdom"-ét ("Sötétség Birodalma") és a "Black Moon"-ét ("Fekete Hold"). Bemutatkoznak a főszereplők: Cukino Uszagi, Csiba Mamoru, Hino Rei, Mizuno Ami, Kino Makoto és Aino Minako. Mindannyian a Hold harcosai, akik évezredes álom után reinkarnálódtak. Feladatuk akkor is és most is ugyanaz: megállítani a gonosz Beryl királynőt, aki a Föld elpusztítására tör. Közben azonban fel kell deríteniük, hol rejtőzik a rejtélyes Holdhercegnő is, akinél a rejtélyes Ezüstkristály varázstárgy rejtőzik. Majd miután a harcosok szembesültek saját múltjukkal és legyőzték az azt megtestesítő gonoszt, a saját jövőjük lesz a tét: egy titokzatos kislány, Csibiusza érkezik vissza, hogy Sailor Moon segítségét kérje a Fekete Hold jövőt fenyegető támadásával szemben.

## Epizódismertető
| 1 | Act 1 – Usagi – Sailor Moon (うさぎ – セーラームーン) 1. fejezet – Uszagi – Sailor Moon                                          | 2014. július 5.      |
| Cukino Uszagi, a 14 éves átlagos iskoláslány egy napon belebotlik az utcán Lunába, a macskába. Ez gyökerestől megváltoztatja az életét, Luna ugyanis beszél, és azt állítja, hogy ő az egyik holdharcos, akit keresett: Sailor Moon. A lány feladata megállítani a bűn terjedését Tokióban. Legelső küldetése során meg kell mentenie barátnőjét, Narut a gonosz karmaiból, akcióját pedig egy titokzatos szmokingos alak, Tuxedo Mask nézi végig. | |                      |
| 2 | Act 2 – Ami – Sailor Mercury (亜美 – セーラーマーキュリ) 2. fejezet – Ami – Sailor Mercury                                       | 2014. július 19.     |
| Jadeite, a Sötétség Birodalma négy tábornokának egyike újabb szörnyet vet be, hogy energiát gyűjthessen. A módszere ezúttal az, hogy iskola utáni különórára járó diákok energiáját szerzi meg. Köztük van a Júban Középiskola hihetetlen intelligenciájú diákja, Mizuno Ami is, akit azonban mindenki kiközösít, mert esze miatt nagyképűnek és fellengzősnek tartják. Uszagi lesz az első barátja, Luna pedig azt gyanítja, hogy ő lehet az első keresett harcos, a titokzatos Sailor Mercury. | |                      |
| 3 | Act 3 – Rei – Sailor Mars (レイ – セーラーマーズ) 3. fejezet – Rei – Sailor Mars                                                 | 2014. augusztus 2.   |
| Jadeite úgy dönt, egyszer és mindenkorra megszabadul a két holdharcostól, ezért új trükköt vet be, hogy lépre csalja őket: egy különös "démoni busz" segítségével embereket rabol. Uszagi megismerkedik a busz vonalán található szentély gyönyörű papnőjével, Hino Rei-vel, akit sokan hibásnak tartanak az eltűnésekért. Ugyancsak a buszon utazva rájön, hogy a srác, akivel mindig összefut, Csiba Mamoru, végzős középiskolás diák. Tuxedo Mask rajtakapja Uszagit, ahogy átváltozik, de segíteni nem tud a harcoslánynak, aki az elrabolt Rei után megy. Odaát kiderül, hogy Rei, aki természetfeletti képességekkel bír, nem más, mint Sailor Mars. | |                      |
| 4 | Act 4 – Kamenbutókai (仮面舞踏会) 4. fejezet – Álarcosbál                                                                        | 2014. augusztus 16.  |
| Luna felfedi a három holdharcosnak, hogy amit keresnek, az a legendás Ezüstkristály. Ezt a tárgyat és a keresett hercegnőt akkor fogják majd meglelni, ha minden holdharcos együtt lesz. Luna gyanakszik Tuxedo Mask-ra, és nem bízik meg benne. A D királyság hercegnője a városba érkezik, hogy bemutassa családja legendás ékszerét, amely a Sötétség Birodalma szerint lehet akár az Ezüstkristály is. Uszagi és a lányok beszöknek a hercegnő tiszteletére tartott álarcosbálra, ahol Tuxedo Mask is felbukkan. Nephrite, a második tábornok megkísérli megszerezni a hercegnő ékszerét, sikertelenül. A bál végén Tuxedo Mask megcsókolja Uszagit. | |                      |
| 5 | Act 5 – Makoto – Sailor Jupiter (まこと – セーラージュピター) 5. fejezet – Makoto – Sailor Jupiter                               | 2014. szeptember 6.  |
| Új lány érkezik az iskolába. Kino Makotónak nincs egyetlen barátja sem, lenyűgöző testi ereje miatt mindenki tart tőle. Uszagi azonban nem fél tőle, és összebarátkoznak. Eközben Nephrite új tervet eszel ki az emberi energia megszerzésére: egy menyasszonyiruha-üzlet próbababáját kelti életre, hogy gonosz menyasszonyként csalja lépre a szerelmes férfiakat. Motokit is megszállja a démon, aki megtámadja Makotót, de a lány, aki Sailor Moon szavainak hatására újra hinni kezd a szerelemben, ellenáll. Hamarosan ki is derül róla, hogy ő a keresett negyedik harcos, Sailor Jupiter. Nephrite legyőzése után Luna egy holdsarló alakú pálcával ruházza fel Sailor Moont, mint a harcoslányok vezetőjét. | |                      |
| 6 | Act 6 – Tuxedo Kamen – Tuxedo Mask (タキシード仮面) 6. fejezet – Álarcos Férfi – Tuxedo Mask                                     | 2014. szeptember 20. |
| Tuxedo Mask, hogy közelebb juthasson az Ezüstkristályhoz, magát mint mestertolvajt állítja be a médiában. Zoisite kap az alkalmon, és akcióba lép: hipnotizálja az embereket, hogy keressék meg neki a kristályt, s közben elszívja az energiájukat is. Beryl királynő is a Földre jön, hogy a terv gördülékenyebben menjen. Uszagi kételkedik abban, hogy ő lenne az ideális vezető, de Tuxedo Mask meggyőzi róla, hogy hatalmas erő lakozik benne. A holdsarló-pálcával visszaveri Zoisite-et és Berylt, és megtöri a varázst az emberek felett, ám rettenetesen kimerül. Másnap egy idegen lakásban ébred, ahol döbbenten látja, hogy megmentője Csiba Mamoru volt, aki nem más, mint Tuxedo Mask. | |                      |
| 7 | Act 7 – Csiba Mamoru – Tuxedo Mask (地場 衛 – タキシード仮面) 7. fejezet – Csiba Mamoru – Álarcos Férfi                          | 2014. október 4.     |
| Mamoru elmeséli Uszaginak, hogy azért vette fel Tuxedo Mask identitását, mert abban reménykedik, hogy ha így megtalálja az Ezüstkristályt, akkor visszakaphatja elvesztett emlékeit. A két fiatal egymásba szeret, de Uszagi nem meri elmondani a többieknek. Zoisite újabb tervet eszel ki az emberi energia megszerzésére, melynek célja is kiderül: a Sötétség Birodalmának igazi urát, Metalia királynőt táplálják vele. Egy videotéka segítségével agymosottá teszi az embereket, hogy azok segítsenek Sailor Moon keresésében, az energiájukat pedig adják át. Sailor Moon megtöri a varázst, de Zoisite-tal már sem ő, sem Tuxedo Mask nem bírnak. A harcot egy váratlanul érkező új harcos, a titokzatos Sailor V dönti el... | |                      |
| 8 | Act 8 – Minako – Sailor V (美奈子 – セーラーＶ) 8. fejezet – Minako – Sailor V                                                   | 2014. október 18.    |
| Sailor V úgy mutatkozik be a lányoknak, mint a keresett hercegnő. Macskája, Artemisz azonban világossá teszi Luna számára, hogy az emlékeik még nem tértek vissza egészen, bár már közel az idő. Uszagi szeretné visszaadni Mamorunak a törött zsebóráját, de a fiú, akit mardos a bűntudat, amiért legutóbb nem tudta őt megmenteni, azt javasolja, később cserélje vissza a zsebkendőjére. A Sötétség Birodalmának utolsó tábornoka, Kunzite, sötétségbe borítja a várost, és a Tokyo Tower tetejére várja a hercegnőt. A harcosok meg is jelennek, de nem bírnak a férfival. Amikor az egy halálos csapást próbálna bevinni Sailor Moon-nak, Tuxedo Mask váratlanul eléugrik, és felfogja. | |                      |
| 9 | Act 9 – Serenity – Princess (セレニティ) 9. fejezet – Serenity – Hercegnő                                                        | 2014. november 1.    |
| Kunzite csapásának hatására Tuxedo Mask halálos sérülést szenved, de előtte még visszatérnek emlékei a múltból. Kiderül, hogy egykor ő volt Endymion, a Föld hercege, Sailor Moon pedig Serenity hercegnő, a Hold örökösnője. Sailor Moon könnyeiből előbukkan az Ezüstkristály, melynek egy darabja Tuxedo Mask testébe vándorol, ezt látván Beryl királynő és Kunzite elrabolják a férfit. Uszagi teljesen kimerült és depressziós lesz, egyfolytában sír. Csak a lányok szavainak hatására dönt úgy, hogy szembeszáll félelmeivel. Hogy megtudja, mi várhat rá és mit kell tennie, Luna javaslatára eltökéli, hogy a Holdra utazik. | |                      |
| 10 | Act 10 – Moon – Cuki (月) 10. fejezet – Hold                                                                                     | 2014. november 15.   |
| A holdharcosok holdtöltekor a Holdra utaznak, ahol a rég elpusztult királyság romjai közt egy kardot találnak. Kihúzván a talapzatból megjelenik előttük Serenity királynő hologramja, aki elmeséli nekik a múlt eseményeit. A négy tábornok emlékei kezdenek visszatérni, s ezért szembeszállnak Beryllel, de ő megerősíti rajtuk a gonosz varázst. Kunzite egész Tokiót jégbe fagyasztja, hogy így szerezze meg az Ezüstkristályt. A harcosok, Sailor Venus vezetésével megkísérlik jobb belátásra téríteni a tábornokokat, sikertelenül, míg Sailor Moon visszaveri a fagy támadását. Eközben a Sötétség Birodalmában Beryl királynő gonosz energiával feltámasztja Endymiont, akit a Földre küld, hogy ölje meg a Hold örökösnőjét és vegye el tőle erővel az Ezüstkristályt. | |                      |
| 11 | Act 11 – Szajkai – Endymion (再会) 11. fejezet – Viszontlátás – Endymion                                                         | 2014. december 6.    |
| Endymion visszatér a Földre, ahol Motokit hipnotozálva annak legjobb barátjának, Endónak adja ki magát. Egyetlen célja, hogy megtalálja Sailor Moon-t és a titkos bázisukat. Uszagi megdöbben, amikor viszontlátja halottnak hitt szerelmét, és teljesen összezavarodik. Endymion, kihasználva Makotót, a titkos bázisra csalja a lányokat, ahol szembeszáll velük, és megszerzi az Ezüstkristályt. Sailor Moon képtelen harcbaszállni ellene, de amikor mégis megteszi, ereje kevésnek mutatkozik – felbukkan a Sötétség Birodalmának királynője, Beryl is. | |                      |
| 12 | Act 12 – Teki – Queen Metalia (敵 – クイーン Metalia) 12. fejezet – Ellenség – Metalia királynő                                  | 2014. december 20.   |
| Beryl szembeszáll a harcosokkal, akik nem tudják vele felvenni a harcot. A Holdon talált titokzatos kard azonban, az Ezüstkristály erejének felhasználásával végül megadja a megoldást. A harcosok együttes erejükkel összetörik Beryl nyakláncát, amelyben az ereje volt, végezve így a Sötétség Birodalmának királynőjével. Hátravan még a végjáték: a gonosz által megszállt Endymionon keresztül Metalia királynő a Hold örökösnőjének az elpusztítására és a világuralomra tör, ehhez pedig meg akarja szerezni az Ezüstkristályt. A négy másik harcoslány eközben az Északi-sarkon a négy tábornokkal száll szembe, és visszaadják emlékeiket. Hiába térnek azonban jó útra, Metalia végez velük, bár szellemük életben marad. Közben Sailor Moon nem tudja megállítani Endymiont, így kétségbeesésében kardjával megöli kedvesét, majd saját magát is leszúrja. | |                      |
| 13 | Act 13 – Kesszen – Reincarnation (決戦) 13. fejezet – Újjászületés                                                               | 2015. január 3.      |
| Sailor Moont és Endymiont, miután végzetes szúrást szenvedtek a kard által, körbeveszi az Ezüstkristály védelmező burka, így őket Metalia nem bánthatja. A négy harcoslány úgy dönt, együttes erővel száll szembe a Sötétség Birodalmának urával, de nem tudják megakadályozni, hogy a sötétség belepje a Földet. Míg Luna a Holdon Serenity királynőhöz imádkozik segítségért, a harcoslányok új erőt kapnak. Varázstollaik feláldozásával minden erejüket a Hold szent kardjába öntik, hogy legyőzzék Metaliát, de kudarcot vallanak, és ez az életükbe kerül. Mindeközben Sailor Moon magához tér a burokban, és megjelenik előtte az Ezüstkristály. Metalia megkísérli elragadni tőle, sikertelenül, egy váratlan energiakitörés pedig elsöpri a közelből a gonoszt. Endymion magához tér és visszanyeri emlékeit, de túl gyenge ahhoz, hogy segítsen. Váratlanul felbukkan a négy tábornok: kiderül, hogy kristályok formájában ők óvták meg attól, hogy meghaljon. Visszanyervén emlékeiket, elmondják Endymionnak, hogy Metaliát csak a fején lévő foltra való célzással lehet megsemmisíteni. Sailor Moon a Hold pálcájával és az Ezüstkristály minden erejével a végső csapás bevitelére készül... | |                      |
| 14 | Act 14 – Suketszu Szósite Hadzsimari – Petit Étrangere (終結 そして 始まり) 14. fejezet – Befejezés és újrakezdés – A kis idegen | 2015. január 17.     |
| Sailor Moon megcélozza Metalia foltját, de a bevetett ereje túl kevésnek mutatkozik. Mivel az Ezüstkristály ereje a szívéhez van kötve, ezért vissza kell szereznie önbizalmát és társai együttes erejét. A Holdon hirtelen újjászületik a kristálytorony, amely Sailor Moon imáinak hatására jelenik meg. Luna is elkezd hozzá fohászkodni, a Hold pedig fényesen felragyog. A keletkező óriási energia akkora, hogy végez Metaliával, de csak azon az áron, hogy Sailor Moon brossa összetörik és életét veszti. Endymion szerelmes csókja azonban visszahozza őt az életbe. Eközben a Holdon újjászületik a rég elpusztult királyság, Luna pedig odahívja Uszagit, aki Endymionnal és a Hold pálcájának segítségével odautazik. Most már ő lehetne a Hold királyságának az új uralkodónője, de ő visszautasítja a trónt, hogy inkább a Földön élhessen szerelmével és az átlagos lányok életét élhesse a barátnőivel. Serenity királynő örömmel egyezik bele és egy új brosst ad át Uszaginak, amely az Ezüstkristály erejével működik. Sailor Moon-ná változva visszaadja a harcoslányok életét és megtisztítja a Földet a Metalia által hátrahagyott gonoszságtól. Az élet visszatér a rendes kerékvágásba, ám Rei a szentély tüzében egy különös, fordított fekete félholdat lát meg, amit rossz előjelnek tekint. Uszagi és Mamoru a parkban randevúznak, ahol visszaadják egymásnak a zsebkendőt és az órát, ahogy ígérték. Váratlanul egy rózsaszín hajú kislány pottyan a nyakukba az égből, aki magát Uszaginak nevezi, és mikor megtudja, hogy akinek a nyakába esett, az Cukino Uszagi, fegyvert ránt, és az Ezüstkristályt követeli... | |                      |
| 15 | Act 15 – Sinnyú – Sailor Mars (浸入 セーラーマーズ) 15. fejezet – Beszivárgás – Sailor Mars                                      | 2015. február 7.     |
| Az Ezüstkristályt követelő kislány, akit Csibiuszának neveznek el, hipnotizálja Uszagi szüleit, hogy náluk maradhasson. Uszagi bizalmatlan vele szemben, de Luna úgy véli, nem ellenség. Hamarosan új varázstollakat ad át a lányoknak és új kommunikátorokat. Egy új ellenség, a Fekete Hold jelenik meg, akiket Gyémánt herceg vezet. Fő tanácsadója, az Öregember kívánságára meg akarja találni az Ezüstkristályt és elpusztítani azt, mint minden romlás okozóját. A terv megvalósítása Rubinra és segítőire, az Ajakasi Nővérekre vár. Rei iskolájában fesztivált rendeznek, ahol a helyi paranormális jelenségekkel foglalkozó klubot segíti ki jövendőmondásával. A közelmúltban megszaporodott UFO-észlelések és spontán égések miatt egyébként is sokat keresett klub egy riválist kap a fesztiválon. Hamarosan kiderül, hogy az első nővér, Koan is jövendőmondást végez, azonban ő csak azt jósolja meg, ki mikor fog meghalni. Rei szólni akar a nővéreknek, de őket a Fekete Hold megölte és kicserélte a saját droidjaikra. A harcoslányok szembeszállnak Koannal, akit Sailor Moon a Tuxedo Maskkal közösen létrehozott holdjogar segítségével pusztít el. Sailor Mars azonban Koan csapdájába esett, amelyből nem tudják kiszabadítani – Rubin pedig, Gyémánt herceg parancsára magával viszi a harcoslányt. | |                      |
| 16 | Act 16 – Júkai – Sailor Mercury (誘拐 – セーラーマーキュリー) 16. fejezet – Emberrablás – Sailor Mercury                         | 2015. február 21.    |
| Sailor Mars elrablása után Sailor Moon a közelben leselkedő Csibiuszát vádolja meg, hogy a Fekete Hold szövetségese. A kislány bánatában elszalad, majd éjjel Luna segítségével Mamorunál köt ki. Ő megnyugtatja és azt feleli neki, hogy Sailor Moon legyőzhetetlen és minden gonosszal szembeszáll. Eközben a Nemezisen a második Ajakasi Nővér jelentkezik küldetésre. A Földre utazik, ahol fekete kristályból készített ingájával híres sakkjátékosnak adja ki magát. Feltett szándéka, hogy Amit kihívja egy sakkjátszmára. Mivel Berthier elárulja neki, hogy tudja, hogy ő Sailor Mercury, ezért Ami vállalja a játékot. Ha nyer, Berthier visszaadja Sailor Marsot, ha veszít: át kell adnia neki egy bizonyos "kisnyulat", aki nem más, mint Csibiusza. Bár megpróbálja a gondolataira való ráhatással manipulálni ellenfeleit, Berthier mégis veszít, s dühében összecsap Sailor Mercuryval. Bár Sailor Moon megsemmisíti őt, vízmágiája annyira erős, hogy a harcoslányt csapdába ejti, s így Rubin könnyűszerrel elrabolhatja őt is. | |                      |
| 17 | Act 17 – Himicu – Sailor Jupiter (秘密 – セーラージュピター) 17. fejezet – Titok – Sailor Jupiter                                | 2015. március 7.     |
| A lányok megbeszélést tartanak a játékteremben a Fekete Hold kapcsán. A jelek szerint Csibiusza lehet a kulcsa az egész rejtélynek, de Uszagi még mindig kételkedik abban, hogy a kislánynak jó szándékai lennének. Mamoru újabb látomásokat lát, melyek egy elpusztult város képeit vetítik ki. Közben a Nemezisen a legidősebb Ajakasi Nővér, Petz jelentkezik küldetésére, hogy megszabaduljon Sailor Jupitertől – és az is kiderül, hogy Gyémánt herceg vágyainak tárgya Serenity hercegnő... Egy alsóbb éves diák, Mamoru tisztelője, Aszanuma véletlenül fültanúja lesz, amikor Mamoru, Uszagi és Luna a Fekete Hold dolgairól beszélgetnek, és ettől megretten. Az utcán találkozik a beteg Makotóval, akit hazakísér, és kifaggat mindenről. Petz közben egy hatalmas tájfun előidézésével kezd hozzá tervéhez: a megbetegített emberek droidokra cseréléséhez. Sailor Jupiter szembeszáll vele, de a betegség miatt túl gyenge, és bár Sailor Moon közbelép, Rubin mégis el tudja őt rabolni. | |                      |
| 18 | Act 18 – Sinriaku – Sailor Venus (侵略 – セーラーヴィーナス) 18. fejezet – Invázió – Sailor Venus                                | 2015. március 21.    |
| Petz halála után csak egy fekete kristályból készült fülbevaló maradt utána. Uszagi, Minako és Mamoru megpróbálnak beszélni Csibiuszával a dolgokról, de a kislány láthatóan megretten a kőtől, s így semmit nem tudnak belőle kiszedni. Időközben a Fekete Hold újabb támadást indít: az utolsó nővér, Calaveras utazik a Földre, hogy szellemszeánszot tartva megidézze halott nővéreit, és hogy kimosva az emberek agyát, a Fehér Hold ellen fordítsa őket. Sailor Venus egyedül kénytelen vele szembeszállni, miután Csibiusza ellopja Uszagi brossát. Rubin támadásba lendül, és meg akarja ölni a "kisnyulat", de Tuxedo Mask váratlanul, újonnan felfedezett erejével megfutamítja őt. Ezután Sailor Moon könnyűszerrel végez Calaverassal. Mikor újra kérdőre vonják Csibiuszát, ő sírva csak azt kéri Sailor Moon-tól, hogy a múltbéli Ezüstkristállyal mentse meg a XXX. század világát... | |                      |
| 19 | Act 19 – Time Warp – Sailor Pluto (タイムワープ – セーラープルート) 19. fejezet – Időutazás – Sailor Pluto                       | 2015. április 4.     |
| Sailor Venus azt kéri Csibiuszától, hogy vigye el őket a jövő világába, hátha tudnak neki segíteni. De egyelőre úgy tűnik, nem akar visszatérni arra a borzalmas helyre. Miután Mamorunál töltötte az éjszakát, meggondolja magát, és úgy dönt, hogy az időkulcsot felhasználva visszatér a jövőbe, a többiekkel együtt. Az idő sodrásában Csibiusza elszakad a többiektől, akikre az alvilág és az idő őrzője, Sailor Pluto talál rá. Mivel az időutazás tiltott dolog, ezért végezni akar velük, de Csibiusza megakadályozza. Könyörgésére engedi őket tovább a XXX. század világába. Ott a Fekete Hold csapdát állított nekik: Smaragd két droidja, Chiral és Achiral egy kristályba zárja őket, de egy különös alak segítségével kiszabadulnak. Ezután Csibiusza elvezeti őket a kristálypalotába az édesanyjához, aki nem más, mint Neo-Queen Serenity. Ekkor megjelenik egy különös, levendulaszínű köpenyt viselő alak, aki a megszólalásig hasonlít Tuxedo Maskra... | |                      |
| 20 | Act 20 – Crystal Tokyo – King Endymion (クリスタル東京 – キングエンディミオン) 20. fejezet – Kristály Tokió – Endymion király    | 2015. április 18.    |
| Az alak Endymion király hologramjaként mutatkozik be: kiderül róla, hogy ő Tuxedo Mask jövőbeli megfelelője, Neo-Queen Serenity, Csibiusza anyja pedig nem más, mint Sailor Moon jövőbeli formája. Endymion király elmeséli nekik a jövő szomoró történetét: az Ezüstkristály erejének köszönhetően az emberek örök fiatalságot nyertek, de a Fekete Hold tagjainak ez nem tetszett, és mint egy terrorszervezet, lázadást indítottak a Föld ellen. Támaszpontjuk a titokzatos Nemezis bolygó lett, ahonnét a különös, gonosz energiát képviselő fekete kristállyal támadtak, elpusztítva ezzel a XXX. század Kristály Tokióját. Mivel egy idősíkon csak kevés ideig tartózkodhat ugyanaz a személy kétszer is, így vissza kell térniük a jelenbe. Másnap Csibiusza megszökik az időkulcsával, a többiek pedig utánaerednek a sajátjukkal. Csibiusza bánatában csak Sailor Pluto mellett érzi magát jól, de a jövőben az Öregembertől kapott démoni erejű kezekkel felvértezett Smaragd támad rá. Sailor Moon nem tudja használni az erejét, mert a jövőben nem működik az Ezüstkristály, így Tuxedo Mask és Endymion király együttes csapása végeznek Smaragddal. A harc után felbukkanó Gyémánt herceg Sailor Moon-ban fedezi fel vágyai tárgyát, Neo-Queen Serenity-t, ezért elrabolja őt. | |                      |
| 21 | Act 21 – Szakszó – Nemeziszu (錯綜 – ネメシス) 21. fejezet – Bonyodalmak – Nemezis                                               | 2015. május 2.       |
| Gyémánt herceg a Nemezisre viszi Sailor Moon-t, ahol a jövőbeli királynő ruhájába öltözteti, és elmondja neki klánja tervét. Fellázadtak az Ezüstkristály hatalma ellen, mert a test öregedésének megállítását istenkáromlásnak tartották. Az Öregember vitte őket a Nemezisre, ahol megismerkedtek a fekete kristállyal, mellyel az uralmuk alá hajthatták a Földet. De hogy bosszújuk teljes legyen, és hogy Gyémánt herceg újra láthassa Neo-Queen Serenity gyűlölettel teli tekintetét, visszamentek a múltba, hogy átírják a történelmet, és a várost már a múltban megszerezzék maguknak. Eközben Endymion király is elmeséli a kristályvárosban, hogy a múltban egy Fantom nevű bűnözőt száműztek a Nemezisre, akinek talán lehet valami köze a Fekete Holdhoz. A többi harcoslány időközben felébred a Nemezis egy sötét csarnokában, de se Ami, se Rei, se Makoto nem tudnak átváltozni – ahogy Sailor Moon sem, mert az Ezüstkristály ereje nem működik a Nemezisen. Bár a királyi család tagja, Csibiusza sem tudja használni az Ezüstkristályt, mert bár több mint 900 éves, valamiért megrekedt a fejlődésben, és ezért semmilyen ereje sincs. Az is kiderül, hogy az ő felelőtlensége miatt tudott a Fekete Hold megsemmisítő csapást mérni a kristályvárosra. Az egyetlen igazi barátja Sailor Pluto volt, így hozzá sietne, de amikor látja, hogy Endymion király társaságában milyen jól érzi magát, bánatában messzire megy az idő kapuja mögött. Az időkulcsát azonban elveszti, s amikor erre rájön, a semmiből előtte terem az Öregember, aki a hatalom ígéretével csábítja őt, hogy menjen vele...                             | |                      |
| 22 | Act 22 – Omovaku – Nemeziszu (思惑 – ネメシス) 22. fejezet – Várakozások – Nemezis                                               | 2015. május 16.      |
| Az Öregember elviszi magával Csibiuszát, ami hatalmas vihart kelt a téridőben. Tuxedo Mask, Sailor Pluto tiltása ellenére az időviharba rohan, megkeresni őt. A Nemezisen Zafír rátámad Uszagira, akit felelősnek tart azért, amiért bátyja őrült tervekbe hajszolta őket. Váratlanul óriási fénnyel felragyog az Ezüstkristály, így Uszagi át tud változni Sailor Moon-ná, és meg tudja menteni Sailor Marsot, Mercuryt és Jupitert. Sailor Moon ereje a téren és időn keresztül áthatolva összegyűlik az Ezüstkristályban, és ezzel az erővel próbálnak szembeszállni Gyémánt herceggel, mely bár sikertelen, de a Nemezisen egy láncreakciót indít be. Sailor Pluto időkulcsának hála biztonságosan el tudják hagyni a bolygót, míg a menekülő Rubint az Öregember megöli – akit mindvégig egy titokzatos árnyalak támogatott a sötétből. Tuxedo Mask az időviharban találkozik ugyanezzel a gonosz árnyalakkal, aki a felnőtt Csibiuszára emlékezteti, és aki elragadja őt... | |                      |
| 23 | Act 23 – Anyaku – Wiseman (暗躍 – ワイズマン) 23. fejezet – Titkos tervek – Öregember                                            | 2015. június 6.      |
| Sailor Moon és társai Sailor Pluto segítségével elindulnak az időviharban megkeresni Csibiuszát és Tuxedo Mask-ot. Csak a Luna-labdát találják meg, aminek láttán Sailor Moon elájul. A lányok visszaviszik a jelen világába. Eközben a Nemezisen Gyémánt herceget és Zafírt a titokzatos nőalak a Nemezis belsejébe viszi a veszély elől, majd a téridő elzárt terén keresztül az Öregember kastélyához. Kiderül, hogy a felnőtt nő nem más, mint Csibiusza, aki most már kizárólag az Öregember céljaiért dolgozik, és aki Tuxedo Mask-ot is a szolgálatába állította agymosással. A nála lévő Ezüstkristály azonban működésképtelen, ezért terve szerint egy második fekete kristályt telepít a jövőbeli Földre, hogy így csalja elő Sailor Moon-t és rombolja le a kristálypalotát. Terve sikerrel is jár, ám amikor el akarja ragadni Sailor Moon Ezüstkristályát, a királynő ereje kidobja őt a palotából. Mindenki általános döbbenetére felfedi, hogy ő többé már nem Csibiusza, és semmi köze az Ezüst Milleniumhoz – ő Black Lady, a sötétség és a Nemezis királynője... | |                      |
| 24 | Act 24 – Kougeki – Black Lady (攻撃 – ブラックレディ) 24. fejezet – Támadás – Black Lady                                         | 2015. június 20.     |
| Black Lady egy második, majd egy harmadik fekete kristályt telepít a Földre, a többiek általános döbbenetére. Úgy tűnik, semmi sem állhat a Fekete Hold győzelmének útjába, ám Gyémánt herceg, akin a harmadik szeme miatt nem fogott az Öregember varázsa, hirtelen öntudatra ébred. Ennek árán végeznie kell Zafírral, de az Öregemberrel nem tud – ő ugyanis csak egy álca, az ellenség, Death Phantom valójában maga a Nemezis. Sailor Pluto közben az időkapun túlról figyeli az eseményeket, mert azt nem hagyhatja el – de Diana segítségének hála ő is elindulhat támogatni a többieket. Sailor Moon hatalmas erőt gyűjt össze Death Phantom ellen, de végül mégsem használja, hanem könyörög Black Ladynek, hogy legyen újra az a Csibiusza, aki volt. Őt ez nem hatja meg, és az Álarcos Férfi segítségével elragadja az Ezüstkristályát. Most végre nála van mindkettő, ám csak egy pillanatig, mert az eszét vesztett Gyémánt herceg elragadja azokat, nem tudván, hogy a két kristály összeérintése elpusztíthatja az egész világot... | |                      |
| 25 | Act 25 – Tajkecu – Death Phantom (対決 – デス・ファントム) 25. fejezet – Összecsapás – Death Phantom                             | 2015. július 4.      |
| Mielőtt összeérne a két Ezüstkristály, Sailor Pluto megállítja az időt, hogy Uszagi elvehesse azokat Gyémánt hercegtől. Ennek azonban az az ára, hogy életét veszti. Black Lady, látván, hogy elvesztette egyetlen barátját, elsírja magát. Könnyeiből a jövő Ezüstkristálya új erőt nyer, megtörik a gonosz varázs, és holdharcossá változik – Sailor Chibi Moon-ná. Sailor Moon és társai, feldühödvén Death Phantom módszerein, támadást indítanak, és elsőre úgy tűnik, egyesített csapásukka le is győzik őt. Egy második csapása azonban lesújt a harcosokra, melyet végül Gyémánt herceg állít meg: ő még mindig magának akarja az Ezüstkristályt. Death Phantom könnyűszerrel végez vele, majd a fekete kristály eltorzított téridejében csapdába zárja a harcosokat. | |                      |
| 26 | Act 26 – Szajszej – Ovari Naki (再生 – 終わりなき) 26. fejezet – Újrajátszás – Végtelenség                                       | 2015. július 18.     |
| Sailor Moon csapást mér Death Phantomra, minek következtében a Nemezis eltűnik – vele együtt. Az Álarcos Férfi az erejének hála ugyancsak utánakerül. Neo-Queen Serenity felébred álmából, és Endymion király is visszakapja a testét. A királynő szerint a Nemezis, ami ellen harcoltak, csak a fekete kristály torzító erejének illúziója volt, ezért odaadja saját holdjogarát Sailor Chibi Moon-nak, hogy azzal mentse meg Sailor Moon-ékat, akik csapdába estek az igazi Nemezis terében. Együttes csapásuknak hála a Nemezis megsemmisül, de a holdjogarok, és Sailor Moon brossa is összetörnek. Miközben a jövő világa helyreáll a Fekete Hold pusztítása előttibe, Sailor Moon új brosst és új jogart kap a királynőtől, a harcoslányok pedig új erőket. Bár nem lenne szabad, a múltba való visszatérésük előtt Sailor Moon egy pillanat erejéig találkozik Neo-Queen Serenityvel, amikor is köszönetet mondanak egymásnak. Csibiusza is velük tart, de hamarosan vissza kell térnie a jövő világába, Uszagi nagy bánatára. A szomorúság nem tart sokáig: Neo-Queen Serenity visszaküldi lányát a múltba, hogy Sailor Moon-ék mellett váljon tapasztalt harcossá... | |                      |

## Szinkronhangok
| Főszereplő                                   | Japán hang                    |
| -------------------------------------------- | ----------------------------- |
| Sailor Moon/Cukino Uszagi/Neo-Queen Serenity | Micuisi Kotono                |
| Tuxedo Mask/Csiba Mamoru/Endymion király     | Nodzsima Kendzsi              |
| Sailor Mercury/Mizuno Ami                    | Kanemoto Hiszako              |
| Sailor Mars/Hino Rei                         | Szató Rina                    |
| Sailor Jupiter/Kino Makoto                   | Kosimizu Ami                  |
| Sailor Venus/Aino Minako                     | Itó Sizuka                    |
| Oszaka Naru                                  | Szató Szatomi                 |
| Gurió Umino                                  | Jamasita Daiki                |
| Szakura Harunada tanárnő                     | Kanda Akemi                   |
| Furuhata Motoki                              | Okamoto Hirosi                |
| Luna                                         | Hirohasi Rjó                  |
| Artemisz                                     | Obajasi Jóhei                 |
| Cukino Ikuko                                 | Mizutani Júko                 |
| Cukino Singó                                 | Rjú Szeira                    |
| Beryl királynő                               | Vatanabe Misza                |
| Jadeite                                      | Kisio Daiszuke                |
| Nephrite                                     | Toriumi Kószuke               |
| Zoisite                                      | Macukaze Maszaja              |
| Kunzite                                      | Takemoto Eidzsi               |
| Metalia királynő                             | Joko Macuoka                  |
| Serenity királynő                            | Kojama Mami                   |
| Csibiusza/Sailor Chibi Moon/Black Lady       | Fukuen Miszato                |
| Öregember/Death Phantom                      | Ivaszaki Hirosi               |
| Gyémánt herceg                               | Mijano Mamoru                 |
| Zafír                                        | Jonaga Cubasza                |
| Smaragd                                      | Kuvasima Houko                |
| Rubin                                        | Takahasi Hiroki               |
| Koan                                         | Jukinó Szacuki                |
| Berthier                                     | Kaszahara Rumi                |
| Petz                                         | Mizuta Vaszabi                |
| Calaveras                                    | Hanba Tomoe                   |
| Chiral és Achiral                            | Hatano Vataru Tanaka Kazunari |
| Sailor Pluto                                 | Ai Maeda                      |
| Diana                                        | Nakagava Soko                 |
| Ittou Aszanuma                               | Szakagucsi Dajszuke           |
| Szarasina Kotono                             | Kanda Akemi                   |

## Eltérések a mangához képest
Noha a Sailor Moon Crystal mangahű mű, dramaturgiai okokból valamint a cenzúra miatt néhány helyen mégis megváltoztatták.
- A manga első néhány fejezetében Sailor Moon még maszkkal látható, melyet viszonylag hamar elhagyott. Feltehetően ezért az animében már a legelején sem látható.
- A Sötétség Birodalmának négy tábornoka a holdharcosokkal vívott küzdelem során egyesével meghalnak a mangában, és drágakövekké változnak, amelyeket a megszállt Endymion hord a zsebében, és ezek fogják fel Sailor Moon halálos kardszúrását. Az animében viszont mindannyian életben maradnak, legfeljebb megsérülnek, a harcosok pedig csak másodszori próbálkozásra tudják visszaadni emlékeiket. Nem változnak drágakövekké, mert Metalia megsemmisíti a testüket, de a szellemük megmarad.
- Beryl királynő a mangában Sailor Venus által hal meg, amikor az keresztülszúrja a karddal. Az animében viszont a harcoslányok együttes erővel támadnak, és nem őt, hanem csak a nyakláncát szúrják át, így okozva a halálát.
- Motoki az első történet végén megtudja a lányok titkos identitását, az animében azonban ennek nincs nyoma.
- Amikor az Öregember megkísérti Csibiuszát az idő világában, az animében fordított fekete félhold látható a homlokán. A mangában viszont itt még a jó oldalt szimbolizáló fehér félhold látható.